# Чуйска област
Чуйска област (на киргизки: Чуй областы) е една от 7-те области на Киргизстан. Площ 20 200 km² (5-о място по големина в Киргизстан, 10,1% от нейната площ). Население на 1 януари 2019 г. 941 100 души (3-то място по население в Киргизстан, 14,8% от нейното население). Административен център град Бишкек, който е и столица на страната и административно не влиза в състава на областта

## Историческа справка
В областта има 7 града, 4 от които са признати за такива по време на съветската власт Токмок (1927 г.), Кара Балта (1975 г.), Кант и Шопоков (1985 г.), а останалите 3 (Каинди, Кемин и Орловка) през 2012 г. Областта е образувана на 21 ноември 1939 г. под името Фрунзенска област, а на 27 януари 1959 г. е закрита и територията ѝ става с републиканско подчинение. На 14 декември 1990 г. областта е възстановена, но вече под името Чуйска област.

## Географска характеристика
Чуйска област заема най-северната част на Киргизстан. На запад и север граничи с Казахстан, на изток – с Исъккулска област, на юг – с Наринска област и на югозапад – с Джалалабадска и Таласка област. В тези си граници заема площ от 20 200 km² (5-о място по големина в Киргизстан, 10,1% от нейната площ, без територията на столицата Бишкек с площ 170 km²). Дължина от запад на изток 330 km, ширина от север на юг 100 km.
Областта е разположена в северозападните части на планината Тяншан. Северната ѝ част е заета от обширната (дължина 100 km, ширина 15 km, височина от 550 до 1200 m), плодородна и гъсто заселена Чуйска долина. по цялото протежение на долината, от изток-югоизток на запад-северозапад протича участък от горното течение на голямата средноазиатска река Чу със своите многобройни къси и пълноводни, предимно леви притоци. Южно от нея, по цялото протежение на областта, от запад на изток се простира мощния Киргизки хребет с връх Семьонов-Тяншански 4895 m, 42°30′58″ с. ш. 74°34′48″ и. д. / 42.516111° с. ш. 74.58° и. д.), най-високата точка на областта. На юг от него е разположена високопланинската (2100 – 2500 m) Сусамирска котловина (дължина 100 km, ширина 20 km), която се отводнява от река Кьокьомерен (най-големият десен приток на река Нарин, дясна съставяща на Сърдаря). От юг Сусамирската котловина се затваря от хребета Сусамиртау (височина до 4273 m), простиращ се по границата с Джалалабадска и Наринска област. В източната част на Чуйска област са разположени други два мощни тяншански хребета. На север по границата с Казахстан западната част на Заилийски Алатау (4384 m), а на юг, по границата с Исъккулска област – Кунгей Алатау (4760 m).

## Население, социално-икономически показатели
На 1 януари 2019 г. населението на Чуйска област е наброявало 941 100 души (14,8% от населението на Киргизстан, без населението на столицата Бишкек). Гъстота 46,6 души/km². Градско население 17,33%.; работещи: 328 000 (2008); регистрирани безработни: 7089 (2008); експорт: 248,1 млн. долара (2008); импорт: 220,9 млн. долара (2008); директни чуждестранни инвестиции (2008): 66,2 млн. долара.
Етнически състав: киргизи 59,11%, руснаци 20,81%, дунгани 6,20%, уйгури 1,90% узбеки 1,84%, казахи 1,59%, турци 1,38%, украинци 1,35%, азербайджанци 1,27% и др.

## Административно-териториално деление
В административно-териториално отношение Чуйска област се дели на 8 административни района, 7 града, в т.ч. град с областно подчинение и 6 града с районно подчинение и 1 селище от градски тип.
| Административна единица    | Площ (km²) | Население (2018 г.) | Административен център | Население (2018 г.) | Разстояние до Бишкек (в km) | Други градове и сгт с районно подчинение |
| -------------------------- | ---------- | ------------------- | ---------------------- | ------------------- | --------------------------- | ---------------------------------------- |
| Град с областно подчинение |            |                     |                        |                     |                             |                                          |
| 1. Токмок                  | 55         | 63 200              | гр. Токмок             | 63 200              | 63                          |                                          |
| Административен район      |            |                     |                        |                     |                             |                                          |
| 1. Аламудунски             | 1503       | 176 600             | с. Лебединовка         | 20 709              | 6                           |                                          |
| 2. Жайълски                | 3435       | 106 600             | гр. Кара Балта         | 45 300              | 68                          |                                          |
| 3. Исъкатински             | 2415       | 147 900             | гр. Кант               | 21 400              | 23                          |                                          |
| 4. Кемински                | 3533       | 46 600              | гр. Кемин              | 9400                | 97                          | гр. Орловка, Бордунски                   |
| 5. Московски               | 2056       | 96 500              | с. Беловодское         | 21 237              | 41                          |                                          |
| 6. Панфиловски             | 4861       | 45 900              | гр. Каинди             | 9100                | 90                          |                                          |
| 7. Сокулукски              | 2550       | 184 100             | с. Сокулук             | 24 417              | 26                          | гр. Шопоков                              |
| 8. Чуйски                  | 1592       | 54 300              | гр. Токмок             |                     | 63                          |                                          |

## Галерия
- Кула Бурана
- Южните предградия на Бишкек
- Изглед от Чуйската долина
- Долината на реката Чу